# Réseau australien de radars météorologiques
Le réseau australien de radars météorologiques est exploité par le Bureau of Meteorology (BoM) et réparti sur tout le territoire l'Australie. Plusieurs radars ont subi des mises à niveau comme ceux de Sydney et Mildura. À partir de 2021, de nouveaux radars remplacent les anciens dans des États tels que le Queensland et la Nouvelle-Galles du Sud.

## Histoire
Il a été rapidement réalisé, après l'achat du premier radar de suivi (un 277F) par le Bureau of Meteorology dans les années 1940, que non seulement il pouvait suivre des ballons météorologiques mais également noter les échos de précipitations. Cela présentait un avantage pour suivre les cyclones tropicaux et améliorer des alertes météorologiques aux populations. Leur capacité à suivre les cellules orageuses a également fourni des données innovantes pour étudier l'étendue et le mouvement des précipitations.
Dans les années 1960, le Bureau a acheté un radar Marconi SNW51, son premier radar dédié à la météo. Au début des années 1980, les radars 277F d'origine nécessitaient un remplacement urgent et en 1981, le Bureau a reçu son premier radar météo de bande C. Au cours des 25 années suivantes, il a procédé à l'installation de 43 radars en bande C et de 17 radars en bande S, en plus de 3 radar avec vitesse Doppler à haute résolution, à travers l'Australie.
Lors des mises à niveau du réseau à partir de 2003, des capacités Doppler améliorées ont été mises en œuvre à six emplacements des radars. En 2007, le Bureau of Meteorology exploitait ainsi 63 radars, dont 30 dédié à la veille météorologique, fournissant en temps réel des données pour les prévisions, les alertes et estimations quantitatives de précipitations. Par la suite, le réseau a graduellement été mis à niveau. Un banc d'essais a aussi été mis sur pied pour développer un radar à double polarisation qui aide à déterminer le type (pluie, neige, grêle, etc.) et l'estimation des quantités de précipitations.
Dès 2012, le Bureau a étendu la capacité Doppler à haute résolution spatiale et temporelle sur plusieurs sites radar afin d'estimer la vitesse du vent en utilisant écho des précipitations ou des écho revenant des insectes par ciel clair. Ces données sont utiles pour la détection des mouvements dans les systèmes météorologique mais également pour les applications de la prévision numérique du temps (PNT) comme l'assimilation de données.
À la fin de 2017, le réseau disposait de quatre radars (à Adélaïde, Melbourne, Sydney et Brisbane) qui offraient des données à double polarisation. Chaque analyse de volume, prenant 6 ou 10 minutes selon le mode utilisé. Dans un seul balayage de volume, 14 balayages d'élévation vont de 0,5 à 32°. En 2021, le nombre de radar à double polarisation est passé à 14 grâce à l'installation de 8 nouveaux radars polarimétriques Meteor 735 en Australie-Occidentale, en Nouvelle-Galles du Sud et dans le Victoria, ainsi que deux radars polarimétriques WRM200 fabriqués par Vaisala, l'un pour remplacer le radar de Dampier, en Australie-Occidentale, qui avait été détruit par le violent cyclone tropical Damien (en) en 2020, et l'autre pour remplacer un radar vieillissant près de Gove dans le Territoire du Nord,.
Neuf nouveaux Meteor 1700 ont également été installés entre 2021 et 2024, 7 situés dans le Queensland et 2 en Australie-Occidentale, tous équipés de la technologie de double polarisation. Tous les radars portant le nom de modèle « Meteor » ont été fabriqués par Selex ES, aujourd'hui Leonardo.

## Réseau

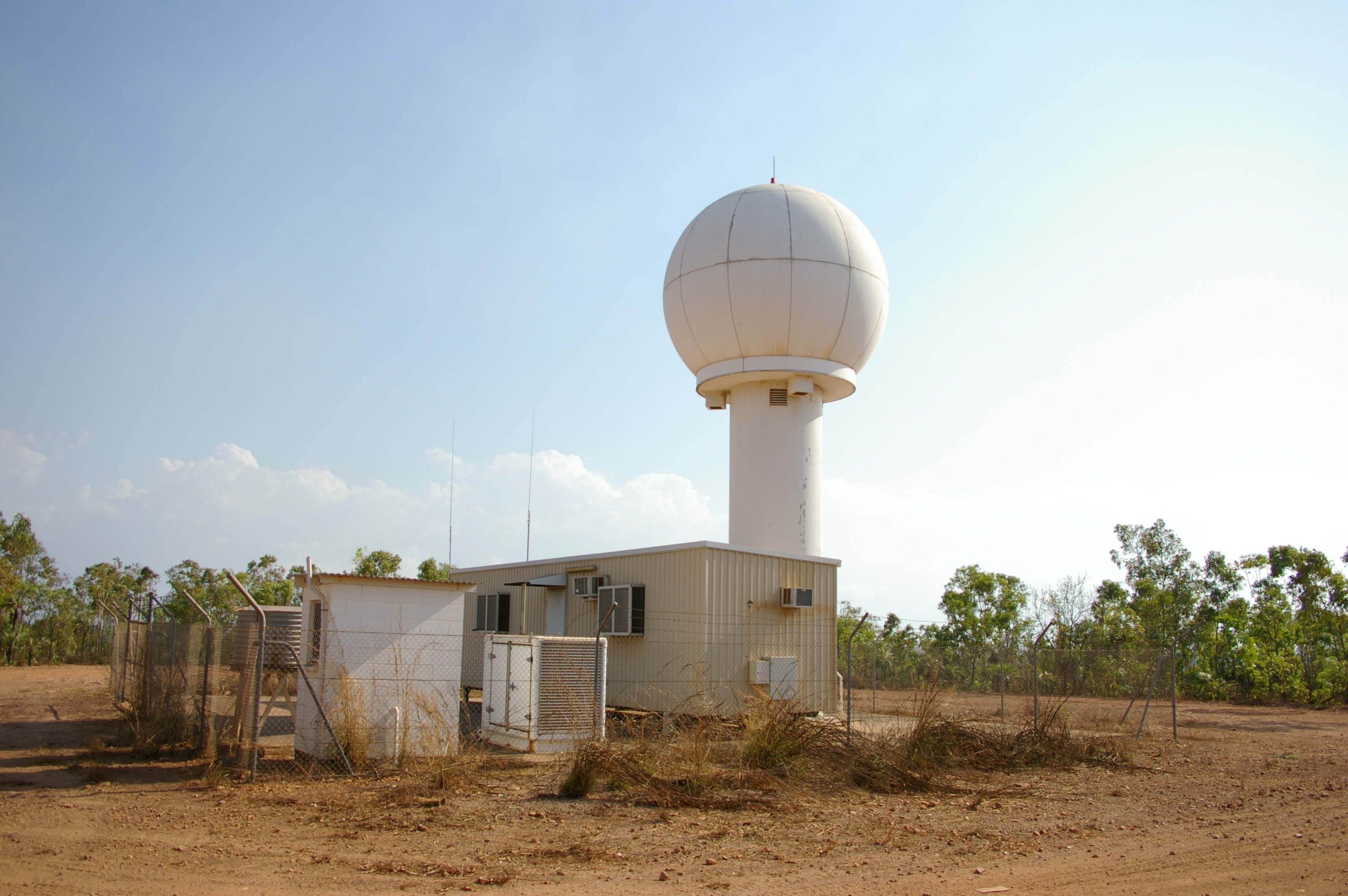
Radar de Darwin, Territoire du Nord.

Comme l'Australie occupe une très grande superficie avec une population clairsemée, un réseau radar qui offre une couverture totale n'est pas pratique. La communication
réseau requis pour transmettre les données à un emplacement central influence également la conception du réseau, le choix du type de radar et les logiciels associés.
Le réseau actuel de radars météorologiques se compose donc d'environ 60 radars et couvre la plupart des régions côtières et certaines régions intérieures du continent. La couverture des radars est optimisée pour les zones très peuplées, en particulier le littoral nord où menacent les cyclones tropicaux pendant la saison humide (été austral). Certains radars sont également utilisés à temps partiel pour la recherche.
Le réseau se compose d'un mélange de radars en bande S et en bande C. Certains sont dopplérisés et à double polarisation. Certains radars supplémentaires sont situés dans les aéroports et peuvent être utilisés pendant l'entretien programmé d'un radar voisin du réseau.

## Description
Ci-dessous se trouve la localisation et le type des différents radars, la longueur d'onde qu'ils utilisent ainsi que les données qu'ils peuvent extraire des précipitations en plus de la réflectivité.